# Kinderautomobil-Rennen

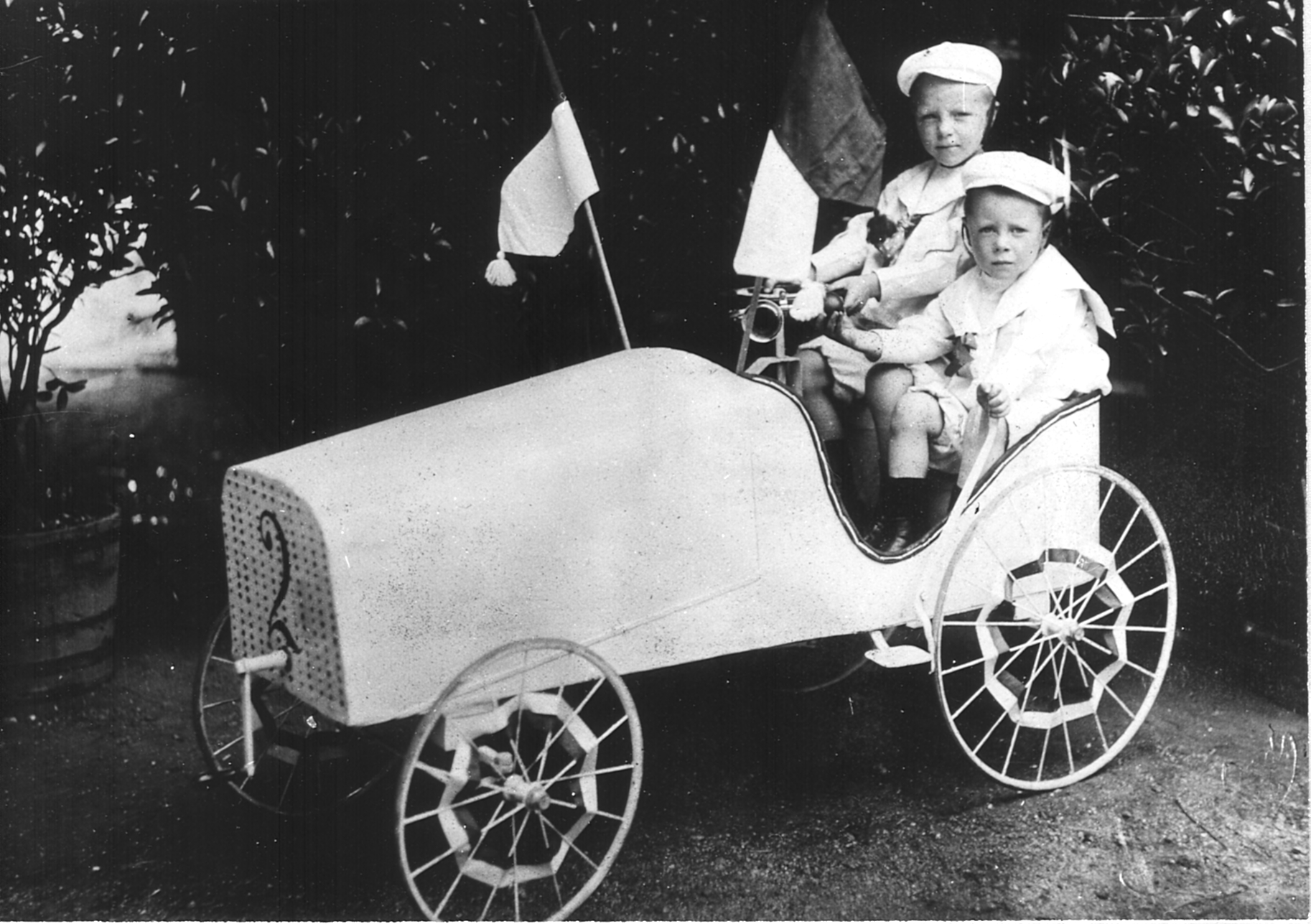
Karl und Willy Mann waren 3. Sieger des Schönheitswettbewerb beim ersten deutschen Kinderautomobil-Rennen am 31. Juli 1904.

Kinderautomobile sind die Vorläufer der Seifenkisten. Der Begriff entstand im Zusammenhang mit dem Nachbau der ersten Rennwagen durch Kinder, die es den großen Vorbildern nachtun wollten. Die Bezeichnung geht auf das erste Kinderautomobil-Rennen von 1904 in Oberursel (Taunus) zurück, das mit kleinen Nachbauten der damaligen Rennwagen gefahren wurde. Das fünfte Gordon-Bennett-Rennen, zugleich das erste im Taunus, war der Zündfunke. Durch dieses Rennen wurden Väter und Jungen zum Bau der ersten Kinderautomobile angeregt. Das Rennfieber grassierte überall im Taunus. Kinderautomobil-Rennen gab es vor allem 1907 in vielen Gemeinden entlang der Rennstrecken. Sie sind Nachahmungen des zweiten großen Rennereignisses im Taunus 1907 um das Kaiserpreis-Rennen. Jeweils Hunderttausende standen an den Straßen, um das ungewohnte Schauspiel zu genießen, darunter natürlich viele Kinder.

## Große Autorennen als Vorbild
Kinderautomobil-Rennen sind ohne die großen Automobilrennen nicht denkbar, deren erstes 1894 von Paris nach Rouen stattfand. Es ist anzunehmen, dass die Rennen viele Kinder in Städten und Gemeinden entlang der Rennstrecken zum Nachbau der bewunderten Automobile bewegten. So weist die Berliner Zeitschrift Die Woche auf ein Kinderautomobil-Rennen in Champigny bei Paris hin, das im Gefolge des dortigen Gordon-Bennett-Rennens veranstaltet wurde, und würdigt das Oberurseler Rennen vom 31. Juli 1904 als Nachfolgeveranstaltung. Da das große Rennen von Champigny im Juni 1902 ausgetragen wurde, dürfte das Kinderautomobil-Rennen im selben Jahr, jedenfalls aber vor dem Oberurseler stattgefunden haben. Während jedoch vom Oberurseler Rennen Presseberichte und zahlreiche Zeugnisse existieren, hat sich das kleine Randereignis von Champigny offenbar in der Presse nicht niedergeschlagen und ist auch dortigen Heimatforschern nicht bewusst.

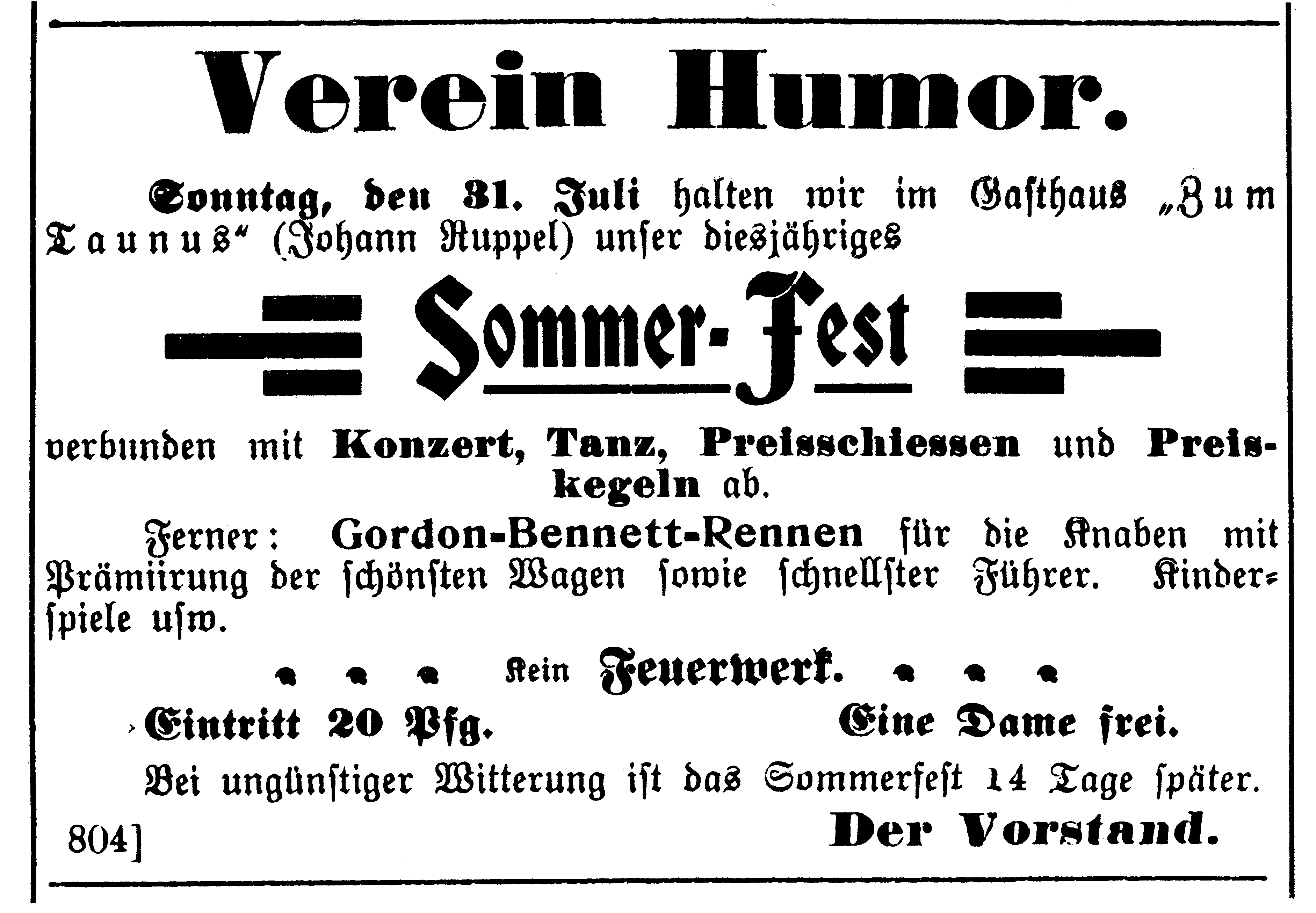
Inserat des ersten Kinderautomobil-Rennens im „Oberurseler Lokalanzeiger“ vom 30. Juli 1904

Schon früh kam der Kinderautomobil-Sport sogar in die Kinos. Aus dem Jahre 1914 stammt der Kurzfilm Kid Auto Races at Venice mit dem später berühmten Charlie Chaplin. Venice liegt in der Nachbarschaft der Filmmetropole Hollywood.
Für die Kinder im Taunus gingen die Anreize zur Imitation vom Gordon-Bennett-Rennen des Jahres 1904 aus. Sechs solcher Rennen gab es zwischen 1900 und 1905. Sie waren benannt nach ihrem Sponsor, dem Verleger des New York Herald, der übrigens nicht als ausgesprochener Rennenthusiast galt und sich auch keines selber ansah. Das Rennen vom 17. Juni 1904 führte vom Kastell Saalburg über Usingen, Weilburg, Limburg an der Lahn, Idstein, Königstein im Taunus, Oberursel, Homburg vor der Höhe durch Taunus und Westerwald zurück zum Ausgangspunkt. Es galt als das gesellschaftliche Ereignis schlechthin und zog ungefähr eine Million Zuschauer in seinen Bann. Die Rennfahrer waren die großen Helden ihrer Tage, und die kleinen Helden in ihren nachgebauten Kisten sonnten sich im Ruhm der Vorbilder.
Weitere Kinderautomobil-Rennen fanden statt am 14. Juli 1907 in Oberursel, 21. Juli 1907 in Usingen, 28. Juli 1907 in Weißkirchen (Taunus), 4. August 1907 in Idstein, 18. August 1907 in Kronberg im Taunus.
Am Kronberger Rennen nahmen auch die Prinzen Friedrich, Maximilian, Wolfgang und Philipp von Hessen teil, die im nahen Schloss „Friedrichshof“ wohnten. Hofapotheker Julius Neubronner, einer der ersten Filmamateure Deutschlands, nahm das Kinderautomobil-Rennen „kinematographisch“ auf. Seine Ernemannkamera war unschwenkbar auf einem Stativ montiert und musste mit einer Handkurbel bedient werden. Der wohl älteste Film, der von einem Kinderautomobil-Rennen gedreht wurde, existiert noch heute.

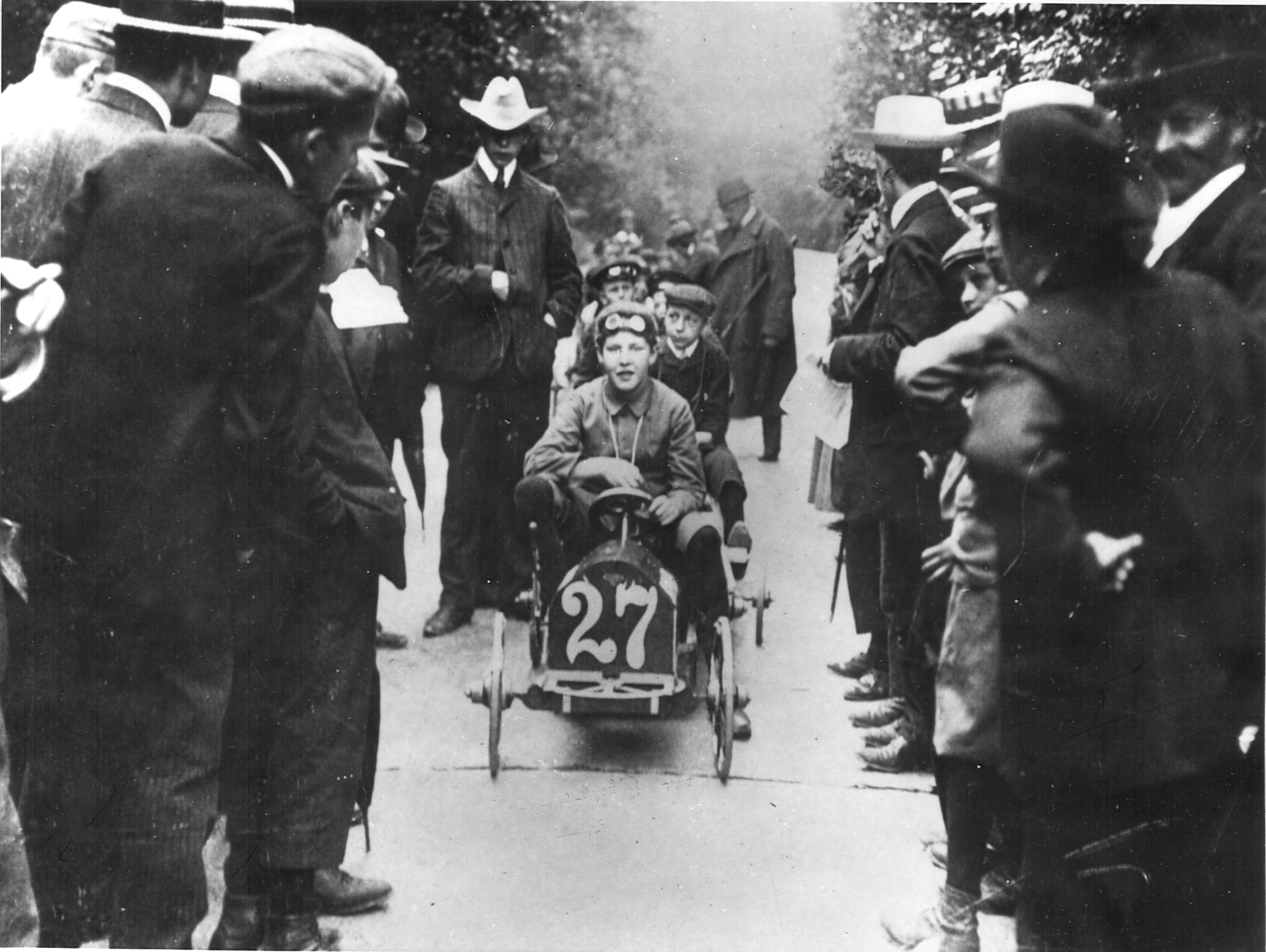
Kronberger Rennen vom 18. August 1907